# Huligere, Pandavapura
Huligere là một làng thuộc tehsil Pandavapura, huyện Mandya, bang Karnataka, Ấn Độ.